# Podgoria Corcova
Podgoria Corcova este așezată în partea de sud-vest a României, în județul Mehedinți, Oltenia și cuprinde 55 de hectare pe care au fost replantate soiuri tradiționale ale locului, incluse în soiurile autorizate DOC Mehedinți-Corcova: Cabernet Sauvignon, Merlot, Pinot Noir, Fetească Neagră, Muscat Ottonel, Chardonnay, Sauvignon Blanc, precum și un soi nou, Syrah. 
Podgoria Corcova a cunoscut gloria ca moșie a prințului Anton Bibescu, la sfârșitul secolului al XIX-lea și în prima jumătate a secolului al XX-lea. Începând cu anul 2005, o parte a podgoriei familiei Bibescu este deținută de Viticola Corcova și este o proprietate Michel Roy & Șerban Dâmboviceanu. Noii proprietari își propun să redea Corcovei prestigiul de odinioară.

## Istorie

### Antichitate
Viticultura a existat probabil în această zonă în timpul dacilor, fiind o zonă locuită și nu foarte îndepărtată de capitala Daciei romane, Ulpia Traiana Sarmizegetusa.

### Evul Mediu
Documentar, podgoria este recunoscută din secolul al XV-lea. Într-un hrisov datat din 29 iunie 1497, Radu cel Mare face danie Mânăstirii Tismana 300 vedre de vin provenit de la Jidoștița.
Mai târziu, printr-un act din 1 iulie 1594, Mihai Viteazu întărește lui Necula două vii la Corcova, iar printr-un altul, din 8 iulie 1596, întărește lui Radu, al doilea paharnic, ocine și vii în Jirov, Cernaia, Cotoroaia și Valea Bună.
Secolele al XIX-lea și al XX-lea:
Corcova, ca moșie a Bibeștilor, a cunoscut perioada de glorie la sfârșitul secolului al XIX-lea și în prima jumătate a secolului al XX-lea. Prințul Anton Bibescu deținea în zona Corcovei peste 2000 de hectare de teren, atât vie, cât și teren arabil și păduri. Prințul a angajat un tânăr agronom francez pentru a se ocupa de conacul Bibescu de la Corcova  (http://www.mehedinti.djc.ro/ObiectiveDetalii.aspx?ID=1176%5Bnefuncțională%5D) și de podgorie, Aristoteles Sauget.
Tânăr absolvent ca șef de promoție al Facultății de Științe Agricole din Nancy, Aristoteles Sauget este cel care a reorganizat moșia, a plantat soiuri nobile de viță aduse din Franța și a creat, după metoda obținerii vinurilor de Bordeaux, celebrele Corcovin și Corcovel, cupaje uluitoare având la bază Cabernet Sauvignon, ce au devenit foarte apreciate în Franța: vinul era încărcat în butoaie de lemn de stejar și transportate cu carele cu boi până la Strehaia. Acolo butoaiele erau încărcate în vagoane și ajungeau la Paris. În semn de recunoștință pentru devotamentul său, prințul Anton Bibescu i-a dăruit administratorului 50 hectare de teren, pe care acesta și-a înălțat o vilă în stil alsacian. 
Moșia a căzut în decădere odată cu incendiul din 1907 și apoi în timpul celor două Războaie Mondiale. 

### Perioada comunistă
După venirea comuniștilor la putere, moșia a fost confiscată, în 1948, și a devenit treptat o ruină: http://www.informatiadeseverin.ro/ids/reportaj/mo-ia-bibe-tilor-sfa-iat-de-invarti-i.html Arhivat în 26 octombrie 2009, la Wayback Machine..
Cei doi fii ai oenologului francez angajat de prințul Anton Bibescu – Rene și Emanuel Sauget – s-au despărțit. Rene a plecat în Franța, dar Emanuel a rămas. A fost arestat și a fost nevoit să „execute“ domiciliul forțat la Pitești, unde a rămas pentru tot restul zilelor. Moșia Bibeștilor (https://web.archive.org/web/20100819092400/http://www.informatiipublice.ro/turism/mehedinti-turism/imprejurimi-mehedinti/) a devenit o întreprindere agricolă de stat (IAS). Nici unul dintre tehnologii IAS-ului din perioada comunistă, unii chiar meritorii - domnul ing. Ion Puianu, nu a mai reușit să refacă cele două cupaje renumite pe vremea Bibeștilor: Corcovinul și Corcovelul.
Când a cunoscut vinurile Corcovei, avocatul și scriitorul Alexandru O. Teodoreanu, cunoscut și sub pseudonimul Păstorel, aflat la restaurantul Minerva din Craiova, a consemnat pentru eternitate pe un șervețel: Călătorule-n Craiova, câtă vinuri oltenești / Pinot Noir de la Corcova, Cabernet de Sîmburești.... Generațiile de azi ale așezării trebuie să știe - și mai ales să nu uite că până în urmă cu trei decenii cele mai căutate vinuri la Intercontinental București erau cele de la Corcova.

### Corcova înliteratură
Corcova era locul preferat de petrecere a vacanței pentru Anton Bibescu și Martha Bibescu, precum și pentru o parte din prietenii lor celebri. Marcel Proust scria: Nume dragi, ca acela de Corcova, îmi erau atât de familiare și de apropiate ca Senlis și de o mie de ori mai dragi decât Bonnelles și tremuram într-una să nu le văd în vreun comunicat și mă învinuiam că nu cunosc îndeajuns și altele pe care trebuie că voi le îndrăgiți și care sunt poate cunoscute prin amintiri de-ale tale, de-ale lui Emanuel, de-ale prințesei Bibescu. Cât de mult îmi sunteți în inimă în clipele acestea!.
Virgiliu Tătaru, publicist și istoric literar mehedințean consemnează în „Tragica aventură a spiritului”: Prințul Anton Bibescu era mai mult decât convins că numai în aceste locuri din fermecătorea vale a Motrului își putea redobândi acel mereu căutat echilibru al trupului și al sufletului, pentru a porni din nou, cu nebănuite avânturi, cu sporite energii, pe valurile învolburate ale vieții, în căutarea eternului mister al destinului omului pe pământ. Aici, în conacul de la Corcova, îi plăceau mai ales primăverile, lăsându-se pătruns de amețitorul parfum al atâtor flori pe care le considera numai ale acestui pământ și pe care credea că nu le va mai întâlni nicăieri. Prințul iubea la fel de mult și toamnele Corcovei, trăia clipe de rară fericire când vedea întinsele podgorii copleșite de rod și când atingea, ca o mângâiere, strugurii dolofani și brumării care decantaseră miraculos comoara de aur a soarelui verii.
Desele popasuri la Corcova ale familiei Bibescu au prilejuit vizite celebre ale lui Ion Minulescu, Ion Pillat și alte personalități ale culturii române sau politicii vremii. La îndemnul prințului, aici, în conacul de la Corcova, a scris Mihail Sebastian (http://www.cafeneauapolitica.ro/restituiri.htm Arhivat în 2 octombrie 2010, la Wayback Machine.) piesa “Steaua fără nume” pe care o botezase inițial “Ursa Mare” și ale cărei fapte și eroi au fost rupte din realitatea așezărilor din Lunca Motrului. Marele dramaturg consemna în mai 1943: În trăsură, între Corcova și Strehaia am văzut o sumă de lucruri noi pentru romanul meu viitor. Mai ales capitolul “Principesa Stana” s-a îmbogățit cu noi incidente. Ion Minulescu le-a dedicat gazdelor sale poezia “Pianissimo”, iar Ion Pillat a scris aici versurile poeziei “Cloșanii”, inspirată din frumusetea locurilor.

## Corcova în prezent
Vinurile Corcova Roy & Dâmboviceanu sunt speciale și au acel «gout du terroir», pentru că aici se întrunesc toate elementele necesare: un climat temperat-continental cu influențe mediteraneene - veri calde și secetoase, ierni blande, cu precipitații accentuate; solurile cu o structură litologică variată și o mineralitate bogată, specifice Piemontului Motrului, parte a celei mai mari unităși piemontane din țară, Piemontul Getic; vița de vie nobilă cu soiurile potrivite, furnizată de Pepinieres Hebinger și munca atentă și responsabilă a echipei Corcova Roy & Dâmboviceanu.
Cramele construite de prințul Anton Bibescu au fost refăcute complet în perioada 2008 – 2009. Cu sprijinul FEADR (Fondul European pentru Agricultură și Dezvoltare Rurală), cramele au fost dotate cu utilaje și echipamente moderne care înlesnesc procesarea, conform standardelor europene.
Investiția până în momentul de față a ajuns la 3 milioane de euro. Din această sumă, o parte a fost obținută prin finanțare din partea Uniunii Europene și a Guvernului României: 500.000 euro prin Proiect Sapard pentru înființarea plantației de viță de vie - 2006-2007 (50% prin participarea Guvernului României și a Uniunii Europene și 50% contribuția partenerilor) și 410.000 euro pentru dotarea cu utilaje a cramei în 2009 (50% prin participarea Guvernului României și a Uniunii Europene prin proiect FEADR și 50% contribuția partenerilor).
În momentul de față, au loc extinderi ale plantațiilor de viță de vie prin programul de reconstrucție și reconversie al plantațiilor viticole, fonduri UE.
Firma număra 18 angajați permanenți.

## Producție
Clima zonei este temperat - continentală, în care se simt influențe mediteraneene; iarna, în special, au loc invazii de mase de aer umed și cald de origine mediteraneană și oceanică, ceea ce face ca acest anotimp al anului să fie mai blând, iar verile sunt în general călduroase dar cu nopți răcoroase datorate proximității pădurilor și a munților. Temperatura medie anuală a aerului: 11,5°C, iar media anuală a precipitațiilor este de cca 600 mm.
Plantarea viței de vie s-a făcut de la nord la sud pentru a obține o expunere cât mai lungă la lumina și căldura soarelui. Astfel strugurii ajung la maturitate într-un mod echilibrat.
Vițele au fost furnizate de Pepinieres Hebinger din Franța, companie specializată în altoirea plantelor în cantitate mică, pentru domenii de prestigiu. Pepinierele Hebinger au 20 de ani de experiență în „selections massales” - urmărirea îndeaproape, an de an, a butucilor care produc corzile pentru altoire. Echipele de control, cu ajutorul unui software performant, identifică zeci de mii de butuci de viță de vie și le urmăresc caracteristicile: creșteri vegetale, cantitate de struguri produsă, număr de ciorchini, perioada coacerii, zahăr acumulat, culoare, gust etc. Sunt alese corzile de la butucii cei mai reprezentativi pentru soiul respectiv și cu rezultatele cele mai bune în vederea obținerii de vinuri de calitate.
Nimic nu a fost făcut întâmplător. Rândurile au fost plantate la o distanță de 1,80 metri, iar butucii la o distanță de 0,9 sau 1,00 metru. Distanța între butuci, respectiv densitatea plantelor pe hectar, influențează enorm calitatea strugurilor. Din cauza faptului că rădăcinile viei au un spațiu limitat pentru a se dezvolta, iar creșterea viței este atent controlată, elementele nutritive din sol ajung, în mod firesc și nemijlocit, într-o proporție mai mare în struguri, sporindu-le astfel aromele și intensificându-le culoarea. Concentrația bobului de strugure, mai mic de data aceasta, este mult mai intensă. 
Un alt lucru edificator pentru filosofia Corcova Roy & Dâmboviceanu este faptul că se evită folosirea substanțelor ierbicide. Iarba, un concurent natural al viței de vie, este păstrată în soiurile roșii pentru a forța dezvoltarea în intensitate a strugurilor. 
Culegerea se face manual, lădițele cu struguri fiind transportate cu cea mai mare grijă, alegerea strugurilor făcându-se manual, la masa de triaj, iar presarea realizându-se lent. Într-un cuvânt, integritatea strugurilor este respectată de-a lungul lungii lor călătorii din vie în sticlă. 

## Implicare socială
Pentru echipa Corcova Roy & Dâmboviceanu, vinul reprezintă legătura dintre istorie, cultură și prezent. Este motivul pentru care noii proprietari au ales să se implice activ și să susțină manifestări culturale ce fac o diferență în spațiul cultural românesc, fie dans, coregrafie, scris, fotografie, muzică.

### Sâmbăta Sonoră
Sâmbăta Sonoră http://www.sambatasonora.blogspot.com/ este evenimentul desfășurat în fiecare lună la Centrul Național al Dansului București pe care Corcova Roy & Dâmboviceanu îl sponsorizează. Un program de inițiere în sound art, radio art și muzică contemporană, Sâmbăta Sonoră propune teme, portrete, 6 sesiuni de listening de 90 de minute, 1 workshop de sound art și 1 performance.

### Institutul de Relații Internaționale și Cooperare Economică
Corcova Roy & Dâmboviceanu este partenerul oficial al Institutului de Relații Internaționale și Cooperare Economică pentru anul 2010. Mai multe informații la http://www.iricer.webs.com/ Arhivat în 23 septembrie 2010, la Wayback Machine., pagina de internet a Centrului Diplomatic: http://centruldiplomatic.wordpress.com/, a European Council: www.eucir.com, a European Council on International Relations: http://eucir.webs.com/ Arhivat în 2 mai 2010, la Wayback Machine. și a European Council EUCIR – România: http://europeaninternationalrelation.wordpress.com/

## Dezvoltarea durabilă și protejarea mediului înconjurător
În înțelesul echipei Roy & Dâmboviceanu, dezvoltarea durabilă este definită, în sens larg, ca fiind îmbunătățirea calității procesului de fabricație și a vieții fiecăruia dintre angajați, acum și pentru generațiile care vor veni. În acest fel se face legătura între ceea ce înseamnă dezvoltare economică, valori ale companiei și protecția mediului. 
La Corcova, pe moșia familiei Bibescu, vinul a fost decantorul în jurul căruia au avut loc schimburi de idei, trăiri intense, au luat naștere scrieri memorabile și s-a coagulat un număr impresionant de personalități. Este o moștenire de care acum compania se îngrijește: http://www.adevarul.ro/locale/turnu-severin/Podgoria-Corcova-Turnu-standarde-viticola_0_100790216.html, http://www.green-report.ro/revista-presei/24deore-cotidianul-de-vest-defrisari-sub-marcaj-illegal.